# (36895) 2000 SL171
2000 SL171 (asteroide 36895) é um asteroide da cintura principal. Possui uma excentricidade de 0.05827070 e uma inclinação de 9.08928º.
Este asteroide foi descoberto no dia 24 de setembro de 2000 por LINEAR em Socorro.